# Козма, Мирон
Мирон Козма (рум. Miron Cozma; род. 25 августа 1954, Дерна, Бихор) — румынский шахтёр, руководитель профсоюза. Активный участник минериады 1991 года, благодаря которой было свергнуто правительство Петре Романа.

## Начало 1990-х
24 сентября 1991 г. шахтёры, чьи требования об улучшении условий труда и заработной платы выполнены не были, заняли здание городской администрации в Петрошанах. С балкона этого здания профсоюзный лидер Мирон Козма заявил «Мы идём на Бухарест». Несколько тысяч шахтёров захватили поезд и направились к Дворцу Победы в Бухаресте — резиденции румынского правительства. Премьер-министр Петре Роман отказался вести с ними переговоры, и шахтёры напали на правительственную охрану. Через день правительство подало в отставку. Шахтёры заняли Палату Депутатов и выдвинули требование отставки президента Илиеску. Но после переговоров с Мироном Козмой был достигнут консенсус, и шахтёры покинули Бухарест. В ходе минериады погибло 3 человека и 455 человек было ранено.

## Конец 1990-х
В январе 1999 г. шахтёры, недовольные уменьшением государственных субсидий, что вело к закрытию шахт, снова пошли на Бухарест. Шахтёры прошли через баррикады, установленные полицией в Костешть, и вошли в Рымнику-Вылча. Там они «арестовали» префекта жудеца Вылча. Это вынудило премьер-министра Румынии Раду Василе начать переговоры с лидером шахтёров Мироном Козмой в близлежащем монастыре Козия и пойти на уступки.
14 февраля 1999 года лидер шахтёров Мирон Козма был признан виновным в минериаде 1991 года и был приговорён к 18 годам тюремного заключения. Шахтёры под предводительством Козмы пошли на Бухарест, но были остановлены спецотрядами полиции возле Стоенешти в жудеце Олт. В столкновении с полицией было ранено 100 полицейских и 70 шахтёров, один шахтёр погиб. Козма был арестован и направлен в тюрьму Рахова (англ.) под Бухарестом.

## Уголовное дело
Указом Иона Илиеску 15 декабря 2004 года, за несколько дней до окончания его президентского срока, Козма был амнистирован, но указ был отозван на следующий день из-за сильнейшего возмущения румынских и иностранных политиков и прессы. Новый президент Траян Бэсеску назвал это «успехом гражданского общества европейских демократий и Соединённых Штатов».
Козма оспорил законность отмены амнистии в суде и был освобождён 14 июня 2005 года судом города Крайова. Многие видели «злую иронию» в освобождении Козмы ровно в 15-летнюю годовщину самой жёсткой минериады.
Однако 28 сентября 2005 года Мирон Козма (а также пятеро других профсоюзных вожаков: Константин Крецан, Ионел Чионту, Василе Лупу, Дорин Лоиш и Ромео Бежа) был приговорён Высшим судом Румынии к 10-летнему сроку за минериаду января 1999 года, но так как все его сроки были объединены на июнь 2006 года, ему оставалось провести в заключении ещё 13 месяцев. Запрос Козмы об условном освобождении был отклонён 2 июня 2006 года, а через две недели была отклонена и апелляция.
2 декабря 2007 Мирон Козма был выпущен из тюрьмы с запретом на въезд в Петрошаны или Бухарест. Покидая Рахову, он вылетел в Тимишоару, чтобы повидаться с семьёй и друзьями. В своём интервью он заявил, что некоторых политических деятелей следует тоже заключить в тюрьму.
В 2011 году он вернулся в политику, основав Рабочую социал-демократическую партию (ранее он был связан с партией «Великая Румыния» в 1990-х годах).